# 康國樂
康国乐源自中亚古国康国的乐舞，曾是隋朝九部乐和唐朝十部乐的组成部分。隋七部乐、唐九部乐作 “康国伎”。
南北朝时期流行于粟特人聚居区康国。康国又称飒秣建、萨末鞬，故址在今中亚乌兹别克斯坦撒马尔罕附近，为自河西走廊西迁的“昭武九姓”所立城邦国之一。周武帝宇文邕于天和三年（568年）娶突厥公主阿史那氏的为皇后，其音乐随其传入中原。隋、唐时入燕乐。歌曲有《戢殿农和正》，舞曲有《贺兰钵鼻始》、《末溪波地》、《农惠钵鼻始》、《前拔地惠地》。樂器有笛、和鼓、正鼓、铜钹，乐工七人，舞者二人。